# José Luis Rodríguez (Fußballspieler, 1998)
José Luis Rodríguez Francis (* 19. Juni 1998 in Panama-Stadt) ist ein panamaischer Fußballspieler.

## Karriere

### Klub
Er begann seine Karriere in der Saison 2015/16 beim Chorrillo FC, in der nächsten Saison wurde er an die U21 des KAA Gent verliehen und bereits zum Ende des Jahres auch fest übernommen. Obwohl sein Vertrag eigentlich bis 2019 laufen sollte, brach er seine Zelte Mitte September 2018 in Belgien ab und wechselt zum NK Istra 1961 nach Kroatien. Von dort aus wiederum ging es erneut per Leihe ab Ende Januar 2019 in die B-Mannschaft von Deportivo Alavés nach Spanien. Nach dem Ende der Saison kehrte er jedoch nicht nach Kroatien zurück, sondern schloss sich ablösefrei auf fester Basis Deportivo Alavés an. Nach einer weiteren Spielzeit in der Zweitvertretung kam er zur Saison 2020/21 fest in den Kader der ersten Mannschaft. Seinen ersten Einsatz erhielt er jedoch schon am 10. Juli 2020 bei einer 0:2-Niederlage gegen Real Madrid. Hier wurde er in der 69. Minute für Joselu eingewechselt. Nach dem Ende dieser Saison wurde sein Vertrag bis September 2022 verlängert und er zum CD Lugo eine Liga unterhalb verliehen, wo er einige Einsätze im Laufe der darauffolgenden Spielzeit sammeln konnte. Im Anschluss wurde der Spieler an Sporting Gijón weiterverliehen. Im August 2022 schloss er sich fest dem FC Famalicão an.

### Nationalmannschaft
Nach der U17 und der U20 erhielt er bereits mit 19 Jahren seinen ersten Einsatz im Nationaldress der A-Mannschaft. Am 30. Mai 2018 bei einem Freundschaftsspiel zuhause gegen Nordirland, stand er in der Startelf und wurde zur 60. Minute gegen Ismael Díaz ausgewechselt; die Partie endete mit 0:0. Sein erstes Turnier war dann die Weltmeisterschaft 2018 wo er in jeder Partie zum Einsatz kam, beim Gold Cup 2019 war er auch Teil des Kaders, kam jedoch nur in zwei Spielen zum Einsatz. Nachdem er im Jahr 2020 in keiner Partie Teil des Kaders war, kommt er seit März 2021 wieder regelmäßig zum Einsatz.